# Wielkości konceptualne
Wielkości konceptualne – wielkości fizyczne, których nie można bezpośrednio zmierzyć i dla których określenia konieczna jest pewna procedura zawierająca różne założenia i konwencje. Konceptualne są takie wielkości jak energia wewnętrzna, entropia, czy lotność (gaz).   